# Poarta (roman)
Poarta (1977) (titlu original Gateway) este un roman science fiction scris de Frederik Pohl. Romanul a primit premiul Hugo pentru cel mai bun roman în 1978, premiul Locus pentru cel mai bun roman în 1978, premiul Nebula pentru cel mai bun roman în 1977, și premiul John W. Campbell în 1978. Este primul roman din saga Heechee, fiind urmată de mai multe continuări și fiind adaptată într-un joc pe calculator în 1992.

## Intriga
Poarta este un asteroid (sau, poate, inima moartă a unei comete) construit de Heechee, o rasă extraterestră demult dispărută. Heechee au lăsat în urma lor aproape o mie de nave spațiale, multe dintre ele funcționale, care sunt folosite într-o loterie extrem de periculoasă, ținând cont că tehnologia Heechee este aproape de neînțeles pentru oameni. Tentativele de inginerie inversă destinate descoperirii modului lor de funcționare au constituit eșecuri. Au fost identificate comenzile necesare pentru a identifica o destinație selectată, dar nimeni nu știe unde va ajunge nava în urma unei setări anume sau cât va dura călătoria. Odată început zborul, nu s-a mai auzit de niciun om care a reușit să modifice setările. Majoritatea programărilor duc navele în zone nefolositoare sau letale, dar câteva conduc la artefacte Heechee și planete locuibile care îi îmbogățesc pe pasageri (și pe Corporația Porții, care administrează asteroidul în numele unui cartel al țărilor).
Navele au trei formate standard, care pot transporta maxim unu, trei sau cinci oameni, împreună cu echipamentul și destulă mâncare pentru a face față călătoriei. Fiecare navă are un lander necesar vizitării planetelor și celorlalte obiecte descoperite.
Robinette Stetley Broadhead — numit Robin, Rob, Robbie sau Bob, în funcție de circumstanțe și de starea lui de spirit — este un miner pământean care a câștigat la loterie, căpătând suficienți bani pentru a cumpăra un bilet dus către Poartă. Ajuns acolo își pierde curajul, amânând cât poate plecarea în călătorie, până când rămâne aproape falit. Deși îngrozit, pleacă în trei călătorii. Prima nu îi aduce nimic, iar în a doua face o descoperire prin intermediul unui experiment neautorizat, lucru compensat de penalizarea pe care trebuie să o plătească pentru nava avariată în cadrul procesului.
În a treia călătorie, Corporația Porții încearcă altceva: trimite două Cinciuri, unul după celălalt, către aceeași destinație. Bob se îmbarcă împreună cu Gelle-Klara Moynlin, o femeie de care se îndrăgostise pe Poartă. La capătul călătoriei lor, descoperă cu groază că au ajuns în zona de atracție a unei găuri negre, fără a avea destulă putere ca să se elibereze.
Unul dintre ceilalți pasageri vine cu un plan disperat: toți oamenii să se înghesuie într-o navă și să o trimită pe cealaltă spre gaura neagră, câștigând astfel destulă viteză ca să scape. În încercarea de a elimina tot echipamentul care nu e strict necesar, Bob rămâne blocat singur în nava greșită atunci când vine momentul separării, însă nava sa va fi cea aruncată înapoi, în timp ce restul echipajului cade în gaura neagră.
Bob revine la Poartă și se îmbogățește, deoarece, ca singur "supraviețuitor", primește bonusurile întregului grup. El se simte vinovat pentru că a supraviețuit, părăsindu-și colegii - în special pe Klara - și începe o terapie cu un program freudian pe care îl numește Sigfrid von Shrink. În cele din urmă, acesta îl ajută să scape de sentimentul de vină, deși își dă seama că, din cauza dilatării temporale gravitaționale prezentă în apropierea găurii negre, timpul trece mult mai încet pentru foștii săi colegi și aceștia nu au murit încă. Bob se teme ca nu cumva Gelle-Klara să creadă că el i-a trădat pentru a se salva.
Capitolele romanului sunt împărțite între dialogurile lui Bob cu Sigfrid și cele care prezintă acțiunea principală. Printre ele apar și diferite rapoarte ale misiunilor (în general cuprinzând decesele), buletine tehnice și alte documente pe care Broadhead le-ar fi citit, dând mai multă veridicitate narațiunii.

## Primire
Romanul a primit premiul Hugo pentru cel mai bun roman în 1978, premiul Locus pentru cel mai bun roman în 1978, premiul Nebula pentru cel mai bun roman în 1977, și premiul John W. Campbell în 1978.
A fost nominalizat la Premiul Ditmar pentru cea mai bună ficțiune internațională în 1978.